# Berlin-Marathon 2000
| 27. Berlin-Marathon    | 27. Berlin-Marathon       |
| ---------------------- | ------------------------- |
| Stadt                  | Berlin, Deutschland       |
| Datum                  | 10. September 2000        |
| Distanz                | 42,195 Kilometer          |
| Sieger                 |                           |
| Männer                 | Simon Biwott (2:07:42 h)  |
| Frauen                 | Kazumi Matsuo (2:26:15 h) |
| ← Berlin-Marathon 1999 | Berlin-Marathon 2001 →    |
| Website                | Offizielle Website        |

Der Berlin-Marathon 2000 (offiziell: Real Berlin-Marathon 2000) war die 27. Ausgabe der jährlich stattfindenden Laufveranstaltung in Berlin, Deutschland. Der Marathon fand am 10. September 2000 statt.
Bei den Männern gewann Simon Biwott in 2:07:42 h, bei den Frauen Kazumi Matsuo in 2:26:15 h.

## Ergebnisse

### Männer
| Platz | Athlet              | Land      | Zeit (h) |
| ----- | ------------------- | --------- | -------- |
| 01    | Simon Biwott        | Kenia     | 2:07:42  |
| 02    | Antoni Peña         | Spanien   | 2:07:47  |
| 03    | Jackson Kabiga      | Kenia     | 2:09:52  |
| 04    | Takahiro Sunada     | Japan     | 2:10:08  |
| 05    | Paul Kiptanui       | Kenia     | 2:10:43  |
| 06    | Elias Chebet        | Kenia     | 2:11:06  |
| 07    | James Moiben        | Kenia     | 2:12:31  |
| 08    | Motesehi Moeketsana | Südafrika | 2:12:47  |
| 09    | William Musyoki     | Kenia     | 2:12:54  |
| 10    | Moges Taye          | Äthiopien | 2:13:35  |

### Frauen
| Platz | Athletin           | Land                | Zeit (h)   |
| ----- | ------------------ | ------------------- | ---------- |
| 01    | Kazumi Matsuo      | Japan               | 2:26:15    |
| 02    | Franca Fiacconi    | Italien             | 2:26:42    |
| 03    | Zhang Shujing      | Volksrepublik China | 2:27:14    |
| 04    | Noriko Geji        | Japan               | 2:27:41    |
| 05    | Melanie Kraus      | Deutschland         | 2:27:58 PB |
| 06    | Helena Sampaio     | Portugal            | 2:29:34    |
| 07    | Hiromi Nakayama    | Japan               | 2:29:39    |
| 08    | Alina Iwanowa      | Russland            | 2:31:26    |
| 09    | Sara Ferrari       | Italien             | 2:31:48    |
| 10    | Chantal Dällenbach | Frankreich          | 2:33:56    |